# راسل آدمز سيرز
راسيل آدمز سيرز (بالإنجليزية: Russell Adams Sears)‏ (و. 1853 – 1932 م) هو محامي، وسياسي من الولايات المتحدة الأمريكية. 
وهو عضو في الحزب الجمهوري.